# Homonyx digennaroi
Homonyx digennaroi är en skalbaggsart som beskrevs av Soula 2010. Homonyx digennaroi ingår i släktet Homonyx och familjen Rutelidae. Inga underarter finns listade i Catalogue of Life.